# 롯폰마쓰역
롯폰마쓰역(일본어: 六本松駅)은 일본 후쿠오카현 후쿠오카시 주오구 롯폰마쓰 4초메에 소재하는 후쿠오카 시 교통국 지하철 나나쿠마 선의 역이다. 1975년까지는 지상에 노면 전차인 니시테쓰 후쿠오카 시내 선의 롯폰마쓰 정류장이 있었다. 또한, 나나쿠마 선 중 덴진미나미 역에서 당역까지는 과거의 후쿠오카 시내 선의 노선을 병행하는 형태로 건설되었다. 또한, 하시모토 방면에 대피선이 있다. 역 번호는 N11이다.
역의 심벌 마크는 소나무이다. 역 식별 색은 ■DIC-2554으로, 야쿠인역, 자야마역과 공통이다.

## 역 구조
섬식 승강장 1면 2선의 지하역이다. 출입구는 국도 제202호선을 끼고 2곳에 설치되었으며 남쪽(구, 규슈 대학 롯폰마쓰 캠퍼스 측)이 1번 출입구, 북쪽이 2번 출입구이다. 1번 출입구에는 엘리베이터, 2번 출입구에는 에스컬레이터가 설치되어 있다.
두 출입구 근처에 유료 주차장이 있다. 2번 출입구 측의 주차장에만 지붕이 설치되어 있다.

### 승강장
| 1 | ■나나쿠마 선 | 야쿠인・덴진미나미 방면    |
| 2 | ■나나쿠마 선 | 후쿠다이 앞・하시모토 방면 |

## 이용 상황
2015년도의 1일 평균 승차 인원은 4,006명이다. 나나쿠마 선의 개통 이후 10년 만에 처음으로 4000명을 넘어섰다.
개통 이후 1일 평균 승차 인원의 추이는 아래 표와 같다.
| 연도   | 1일 평균 승차 인원 |
| ------ | ------------------ |
| 2004년 | 3,149              |
| 2005년 | 2,717              |
| 2006년 | 3,323              |
| 2007년 | 3,578              |
| 2008년 | 3,742              |
| 2009년 | 3,070              |
| 2010년 | 3,158              |
| 2011년 | 3,348              |
| 2012년 | 3,453              |
| 2013년 | 3,669              |
| 2014년 | 4,136              |
| 2015년 | 4,006              |

## 역 주변
역의 북쪽에는 후쿠오카 대학 부속 오호리 중・고등 학교도 위치하여 통학 이용자가 많다. 역은 국도 제202호선 롯폰마쓰 역 사거리의 직하부에 위치하고 있다.
- 베후 다리 - 서쪽으로 약 300m

### 1번 출입구
- 니시테쓰 버스 롯폰마쓰 버스 정류장
- 유야마 관광 도로 - 국도 제202호선의 서쪽으로 약 100m 떨어진 곳에 있는 롯폰마쓰니시 사거리에서 좌회전
- 롯폰마쓰 우체국 - 국도 제202호선의 서쪽으로 약 150m 직진

### 2번 출입구
- 조난 선 - 북쪽으로 약 30m의 장소에 있는 큰길
- 후쿠오카 은행 롯폰마쓰 지점 - 서쪽으로 약 30m
- 후쿠오카 현경 주오 경찰서 롯폰마쓰 파출소 - 북서쪽으로 약 50m
- 니시테쓰 버스 롯폰마쓰 버스 정류장
- 국도 제202호선
- 슈퍼마켓 엘숍
- 후쿠오카 대학 부속 오호리 중・고등학교 - 북쪽으로 약 400m
- 후쿠오카 시립 구사가에 초등학교 - 북서쪽으로 약 500m
- 후쿠오카 현 호국 신사 - 북동쪽으로 약 550m
- 후쿠오카 무도관 - 북동쪽으로 약 600m
- 후쿠오카 관구 기상대 - 북쪽으로 약 600m
- NHK 후쿠오카 방송국 - 북동쪽으로 약 700m
- 오호리 공원 - 북쪽으로 약 700m
- 오호리 공원 일본 정원 - 북동쪽으로 약 600m
- 후쿠오카 시 미술관 - 북동쪽으로 약 900m
- 후쿠오카성 터, 마이쓰루 공원 - 북동쪽으로 약 1km

## 역사
- 2005년 2월 3일: 영업 개시.

## 사진

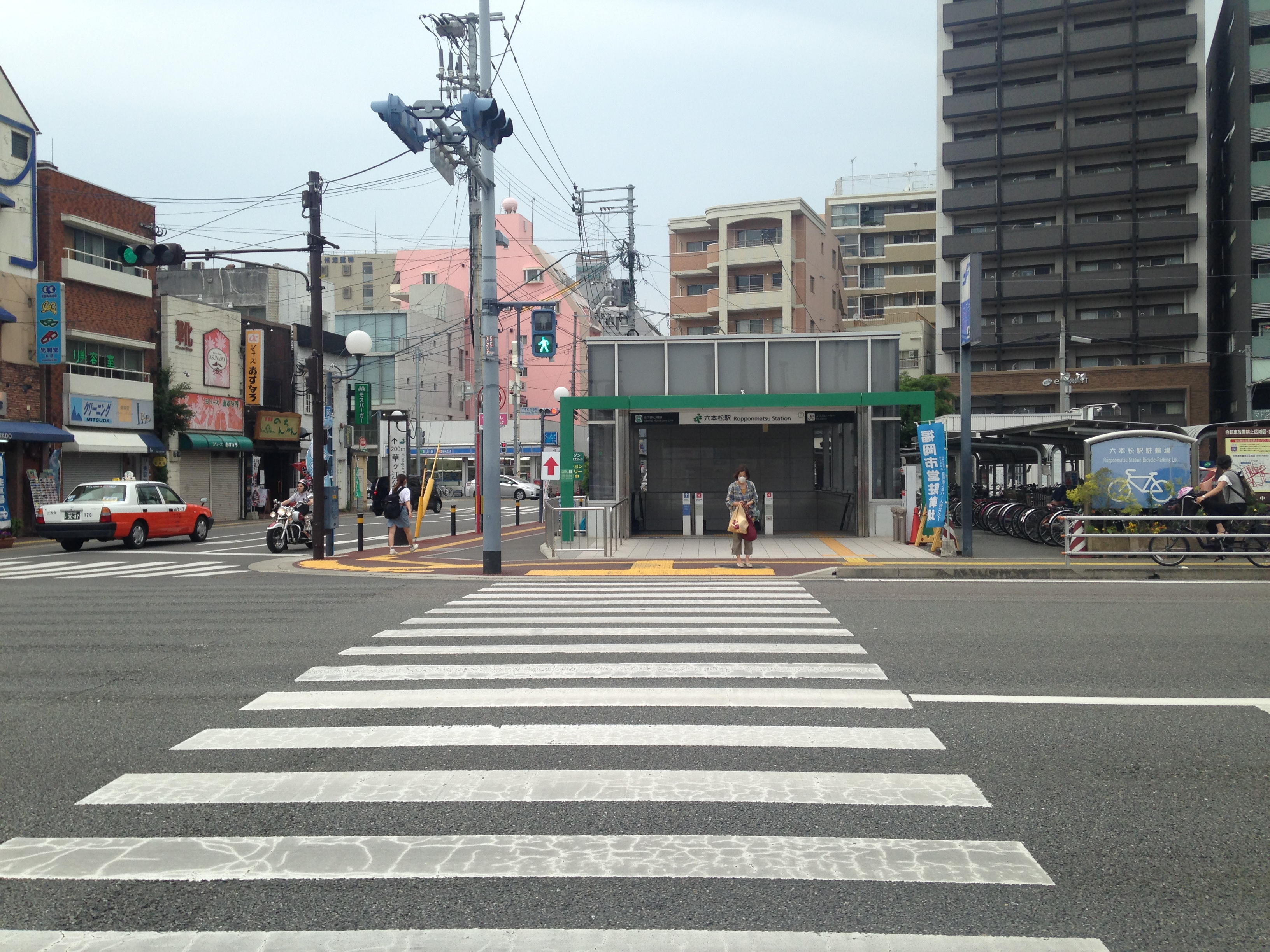
2번 출입구
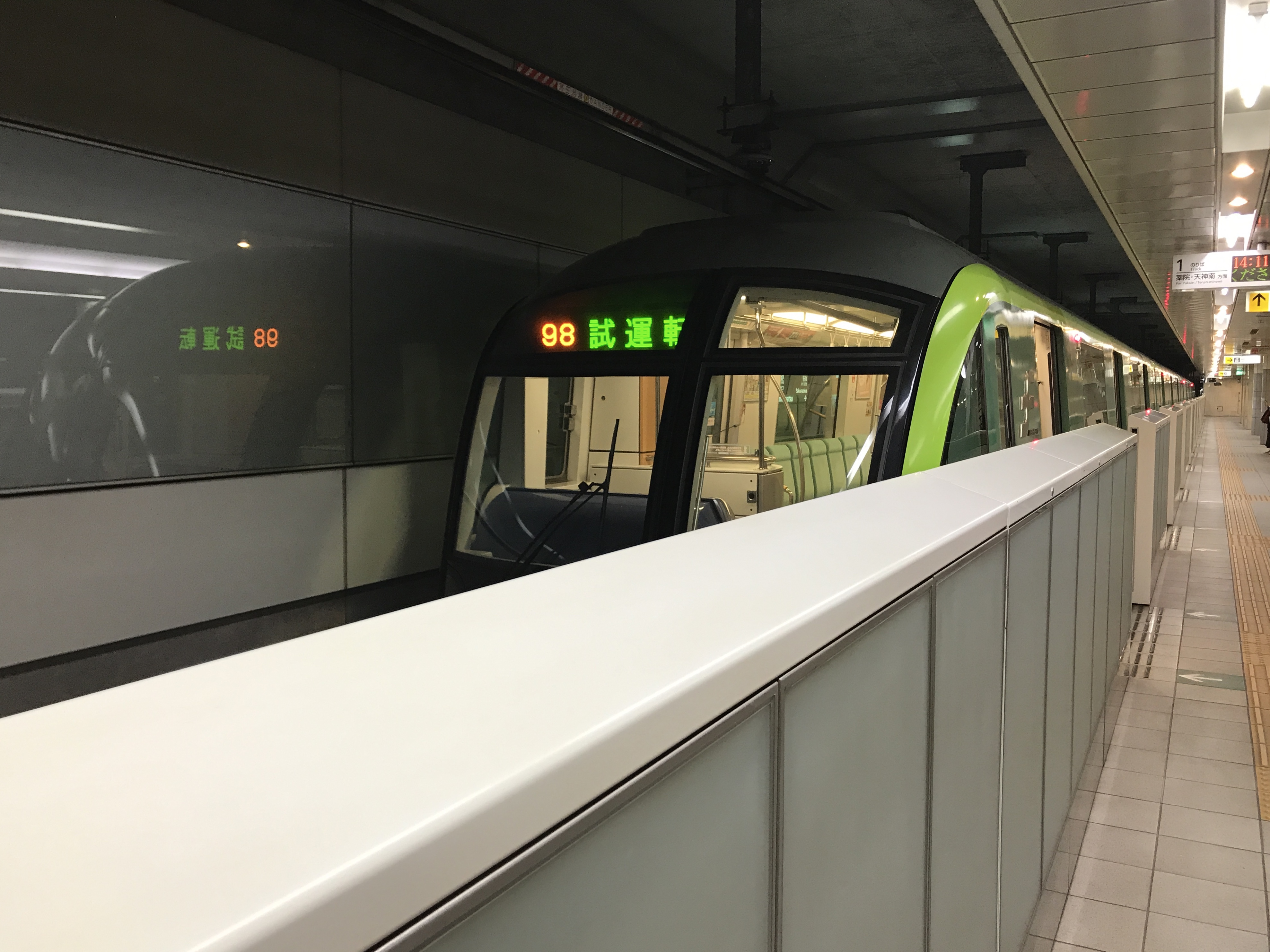
시운전 중인 열차
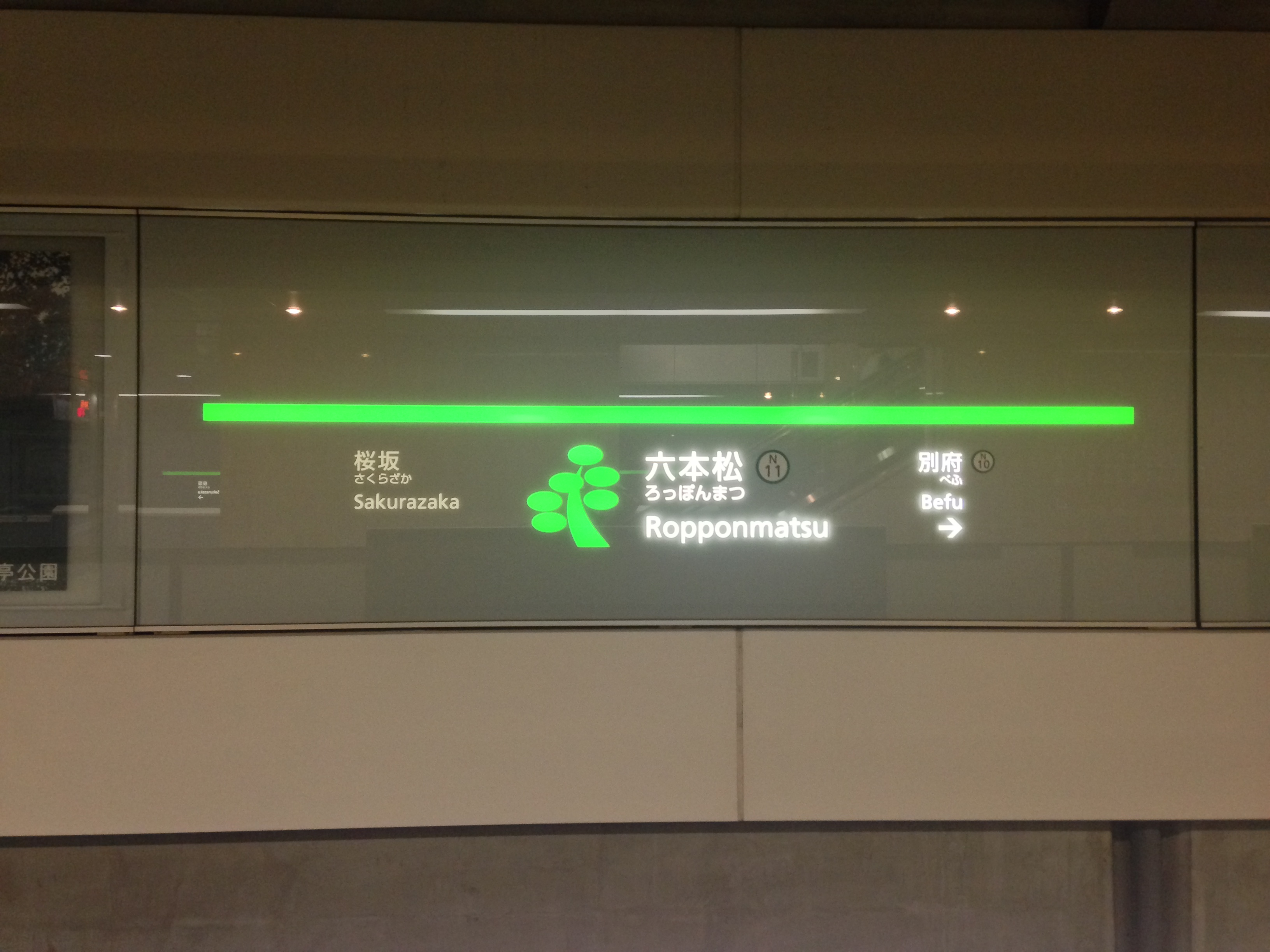
역명판

## 인접역
| 후쿠오카 시 교통국 ■ 지하철 나나쿠마 선 | 후쿠오카 시 교통국 ■ 지하철 나나쿠마 선 | 후쿠오카 시 교통국 ■ 지하철 나나쿠마 선 |
| --------------------------------------- | --------------------------------------- | --------------------------------------- |
| N10 베후 하시모토 방면                  |                                         | 사쿠라자카 N12 덴진미나미 방면          |